# Batolit

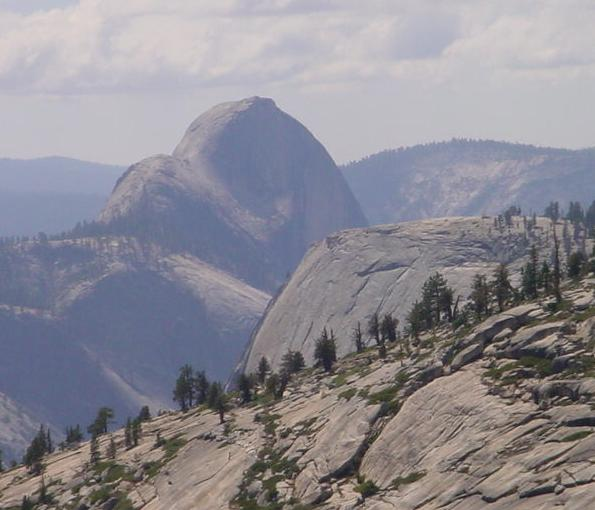
Góra Half Dome, granitowy monolit w Parku Narodowym Yosemite i fragment gór Sierra Nevada – powstałe w wyniku intruzji batolitowej

Batolit — wielka intruzja magmowa ciągnąca się w dół do nieznanej głębokości. Jej górna powierzchnia przecina skały niezgodnie z ich warstwowaniem. W postaci batolitu występują głównie granity oraz granodioryty, często zawierając w sobie wtopione kawałki skał z otoczenia intruzji (tzw. ksenolity). Często także w batolitach leżą złoża rud. Skały w otoczeniu batolitów często są silnie przeobrażone i pokryte apofizami. Niekiedy na obszarze dawnych tarczy kontynentalnych, np. w Kanadzie czy Brazylii, batolity zajmują setki tysięcy km²; w Polsce przykładem jest masyw Tatr Wysokich. Batolity zajmujące do 20 km² nazywane są pniami magmowymi.
Jest to najważniejszy w geologii typ intruzji.